# Свети Сава (Никозия)
„Свети Сава“ (на гръцки: Ναός του Αγίου Σάββα) е една от най-типичните каменни православни християнски църкви в Стария град на Никозия, Кипър. Намира се на ъгъла на улиците „Свети Сава“ и „Есхил“. Интересно за този храм е, че макар да е посветен на свети Сава, в него съществуват чудотворни изображения на светците Георги и Фанурий, чиято памет в нея се чества тържествено. Официалният празник на църквата е на 5 декември, денят, в който през 532 година умира свети Сава.

## Архитектура и интериор
Църквата е пострена през 1850 – 1851 година в съответствие с надпис, намерен над южния ѝ вход. Изградена е върху основите на по-стара църква, за която се предполага, че е била византийска или най-късно от периода на управлението на Лузиняните. Съхранени и вложени в новата постройка са доста елементи от старата, а южното крило е добавено в края на 19 век. На едната стена и иконостаса, останали от предишния храм, е вдълбана датата 1801 година.
Храмът е двукорабен, с четири входа и портик, добавен най-вероятно през 1900 година, когато е издигната и камбанарията. Южната стена на църквата също принадлежи към предишната постройка.
Интериорът е с богати украси, оцветени стени и колони и красиви кристални полилеи. Една от особеностите на храма е, че в него има два олтара – един от новата църква и вляво от него – друг от старата. Старият олтара е защитен като културно наследство от църковната управа на страната, тъй като е мраморен, със сложни дърворезби и е изключително рядък за Кипър. Фактът, че има два олтара, е причина за някои особености в подреждането на главния иконостас. Главната порта не се намира в центъра на сградата, а вляво от него, за да попадне срещу новия олтар. Това води до поставянето на иконите на Дева Мария и Иисус Христос твърде вдясно.
В предишни времена към църквата е имало приют за бездомни, който по-късно става общежитие към едноименното училище. Сградата вече е разрушена и на нейно място са изградени нови къщи.

## Икони
Сградата не е архитектурен паметник, но притежава някои стари преносими икони, както и интересни стари мебели. Много почитан в църквата е св. Фанурий, особено след 1966 година, когато с наследството на една от енориашите тук попада малката, но чудотворна икона на светеца, заедно с по-голямо негово изображение. В средата на храма, на северната стена на църквата, има надпис, който информира, че дарението е направено от сестрите Еремия и датата 21 януари 1966. Всяка събота сутрин, след божествената литургия, се изпълнява молитва в памет на този светец.
В църквата има и икона на архангел Гавриил с нож в ръка и река, течаща зад него. Легендата, свързана с тази икона е, че когато архангел Гавриил насочва меча си надолу към земята, предизвиква силно земетресение, което променя речния поток така, че да мине около града. По този начин реката удавя хилядите еретици, които атакуват Никозия с желанието да я покорят и ограбят.
Друга стара и много ценна християнска реликва, която църквата притежава, е сребърен потир от 1501 година с две дръжки, изработени като змии, подписан от златаря Пасхалис. Той, както и една икона на Дева Мария Одигитрия, пътеводителка на храма „Свети Сава“, вече се съхраняват във Византийския музей в епархията.

## Градина
При изграждането на новата църква, към нея е съществувала голяма градина, която постепенно е застроена със сгради. Сега дворът е малък и в него е поставен бюст на архиепископ Макариос III, първият президент на остров Кипър, след освобождението от британската колонизация.